# ذا كاب هيد شو

صورة ترويجية للمسلسلعلى اليسار (كاب هيد) وعلى اليمين (ماغ مان)

ذا كاب هيد شو (بالإنجليزية: The Cuphead Show!) هو عبارة عن مسلسل رسوم متحركة أمريكي كوميديا تهريجية مبني على لعبة فيديو كاب هيد. عرض المسلسل على منصة نتفليكس في 18 فبراير 2022.
تم إصدار المسلسل في جميع أنحاء العالم في 18 فبراير 2022 وتلقى مراجعات إيجابية بشكل عام من النقاد، مع الثناء على الرسوم المتحركة والتمثيل الصوتي والموسيقى والفكاهة والنغمة، لكن البعض أنه يفتقر إلى الجوهر، مع حبكات الحلقات التعرض للنقد لكونها «مجازة للغاية» ومتكررة في بعض الأحيان تم إصدار الموسم الثاني في 19 أغسطس 2022 وتم إصدار الموسم الثالث في 18 نوفمبر 2022.

## حبكة
يتبع مغامرات (ذا كاب هيد شو!) مع زوج من الإخوة الكوب (كاب هيد) و (ماغ مان) مع جدهم المسن (إيلدر كتيل) تدور أحداثها في الثلاثينيات القرن الماضي في جزر إينكول في كوخ على شكل إبريق الشاي، غالباً ما تتمحور قصص الأخوين في محاولة لإيجاد طريقهما للخروج من المشكلات، حيث يلتقيان ويتفاعلان مع شخصيات من مواد مصدرها لعبة الفيديو (كاب هيد) والخصم الرئيسي من اللعبة الشيطان يحاول دائما أخذ روح كاب هيد ولكن محاولته الفاشلة أدت إلى تدمير الكرنفال الذي هو مجمع الأرواح للناس

## الممثلين الصوتيين العربيين
- محمد إيتونى في دور (كاب هيد)
- طالب رفاعي في دور (ماغ مان)
- محمد خير أبو حسون في دور (إلدر كتيل)
- مراون فرحات في دور (الشيطان)
- عادل أبو حسون في دور (هينش مان) و (تشونسي)
- سامر الجندي في دور (أولى) و (بول بوي) و (ستيكلر) و (ريبي) و (ببغاء براينيبيرد)
- خلدون قاروط في دور (سال) و (كروكس) و (براينيبيرد)
- أسعد سنديان في دور (بوركرايند) و (بائع المثلجات)
- رزان الرز في دور (الطفل)
- صابرين الورار في دور (تشيري)
- لمي هاشم في دور (براندي واين)
- أياس أبو غزالة في دور (كينغ دايس) و (لودفيج)
- رغدة الخطيب في دور (الأنسة تشاليس) و (دوريس)
- محمد خاوندي في دور (شيرمان)
- جمال ناصر في دور (كوادراتوس)

- ألاء الخضر في دور (كالا ماريا)
- تسنيم باشا في دور (البارونة فون بون بون)

## تطوير
في يوليو 2019 تم الإعلان عن قيام نتفلكس بإضاءة المسلسل باللون الأخضر إلى جانب تشاد وجاريد مولدنهاور استوديو ام دي اتش ار والكتاب كلاي مورو وديف واسون وديكي ديك ادم بالويان وكوزمو سيجورسون. تم تحريك المسلسل بواسطة الرسوم المتحركة بإيقاف الحركة. في محاولة للوفاء بالمواعيد النهائية لسلسلة البث، لم يتمكن طاقم إنتاج العرض من استخدام الرسوم المتحركة المرسومة يدوياً كما هو الحال في اللعبة، وبدلاً من ذلك أختاروا استخدام الأساليب القائمة على الدمى مع وضع عناصر مختلفة لتتناسب مع وضع الخرطوم المطاط في الثلاثنيات. تم الكشف المسلسل لأول مرة في مهرجان أنسي الدولي لأفلام الرسوم المتحركة في يونيو 2020، مع الإعلان عن تأليف موسيقي العرض إيغو بلوم

## تحرير
أمرت نتفلكس بإنتاج 36 حلقة صدر الموسم الأول في 18 فبراير 2022 ويتكون من 12 حلقة. وصدر الموسم الثاني في 19 أغسطس 2022 ويتكون من 13 حلقة وكان أربع حلقات يقرب من 30 دقيقة هي الحلقة 8 من الموسم الأول والحلقة 3 من الموسم الثانى والحلقة 1 و6 من الموسم الثالث. وصدر الموسم الثالث في 18 نوفمبر 2022 ويتكون من 11 حلقة.

## الحلقات
هذه حلقات المواسم الأتية
|  | الموسم          | الحلقات | تم نشره           |
|  | الأول           | 12      | في 18 فبراير 2022 |
|  | الثاني          | 13      | في 19 أغسطس 2022  |
|  | الثالث (الأخير) | 11      | في 18 نوفمبر 2022 |
|  |                 |         |                   |

### الموسم الأول 1
| رقم الحلقة | رقم الحلقة | رقم الحلقة | رقم الحلقة | رقم الموسم | رقم الموسم | رقم الموسم | رقم الموسم | رقم الموسم | عنوان                                     | عنوان                                     | عنوان                                     | عنوان                                     | عنوان                                     | عنوان                                     | عنوان                                     | عنوان                                     | عنوان                                     | إخراج وصاحب القصة                           | إخراج وصاحب القصة                           | إخراج وصاحب القصة                           | إخراج وصاحب القصة                           | إخراج وصاحب القصة                           | إخراج وصاحب القصة                           | إخراج وصاحب القصة                           | إخراج وصاحب القصة                           | إخراج وصاحب القصة                           | تاريخ الإصدار الأصلي | تاريخ الإصدار الأصلي | تاريخ الإصدار الأصلي | تاريخ الإصدار الأصلي | تاريخ الإصدار الأصلي | تاريخ الإصدار الأصلي | تاريخ الإصدار الأصلي | تاريخ الإصدار الأصلي |
| --- | ---------- | ---------- | ---------- | ---------- | ---------- | ---------- | ---------- | ---------- | ----------------------------------------- | ----------------------------------------- | ----------------------------------------- | ----------------------------------------- | ----------------------------------------- | ----------------------------------------- | ----------------------------------------- | ----------------------------------------- | ----------------------------------------- | ------------------------------------------- | ------------------------------------------- | ------------------------------------------- | ------------------------------------------- | ------------------------------------------- | ------------------------------------------- | ------------------------------------------- | ------------------------------------------- | ------------------------------------------- | -------------------- | -------------------- | -------------------- | -------------------- | -------------------- | -------------------- | -------------------- | -------------------- |
| 1 | 1          | 1          | 1          | 1          | 1          | 1          | 1          | 1          | مهرجان-الشر                               | مهرجان-الشر                               | مهرجان-الشر                               | مهرجان-الشر                               | مهرجان-الشر                               | مهرجان-الشر                               | مهرجان-الشر                               | مهرجان-الشر                               | مهرجان-الشر                               | أدم بالويان                                 | أدم بالويان                                 | أدم بالويان                                 | أدم بالويان                                 | أدم بالويان                                 | أدم بالويان                                 | أدم بالويان                                 | أدم بالويان                                 | أدم بالويان                                 | في 18 فبراير 2022    | في 18 فبراير 2022    | في 18 فبراير 2022    | في 18 فبراير 2022    | في 18 فبراير 2022    | في 18 فبراير 2022    | في 18 فبراير 2022    | في 18 فبراير 2022    |
| بالملل من أعمالهم الروتينية، يقوم (كاب هيد وماغ مان) بزيارة (CarnEvil)، وهو كرنفال، حيث يرتبط (كاب هيد) بكرة سكيلعبة تسمى "سول بول". بينما يواصل (كاب هيد) سلسلة انتصارات، يدرك (ماغ مان) أن (CarnEvil) واجهة لسرقة الأرواح. في جزر إينكول، يدرك الشيطان أن سلسلة انتصارات (كاب هيد) قد أوقفت عداد الروح، ويذهب هو ومساعده الغامض، (هينش مان)، لمواجهته. يتسبب (ماغ مان) بطريق الخطأ في خسارة (كاب هيد) اللعبة، لكنه تمكن من إعادة روحه إلى جسده. يطارد الشيطان الإخوة (بينما يعتذر ماغ مان لكاب هيد) طوال الوقت، ويتم خداعهم لتدمير آلة سول بول، وتحرير الأرواح المجمعة. يهرب (كاب هيد وماغ مان) ويقسم الشيطان للمطالبة بروح الأول. بالعودة إلى المنزل، يشعر (ماغ مان) بالقلق بشأن (كاب هيد) بسبب روحه الشريرة، لكن (كاب هيد) يفجره. |            |            |            |            |            |            |            |            |                                           |                                           |                                           |                                           |                                           |                                           |                                           |                                           |                                           |                                             |                                             |                                             |                                             |                                             |                                             |                                             |                                             |                                             |                      |                      |                      |                      |                      |                      |                      |                      |
| 2 | 2          | 2          | 2          | 1          | 1          | 1          | 1          | 1          | قنينة الرضاعة                             | قنينة الرضاعة                             | قنينة الرضاعة                             | قنينة الرضاعة                             | قنينة الرضاعة                             | قنينة الرضاعة                             | قنينة الرضاعة                             | قنينة الرضاعة                             | قنينة الرضاعة                             | كلاي مورو وكيسي الكسندر ودان بيكر           | كلاي مورو وكيسي الكسندر ودان بيكر           | كلاي مورو وكيسي الكسندر ودان بيكر           | كلاي مورو وكيسي الكسندر ودان بيكر           | كلاي مورو وكيسي الكسندر ودان بيكر           | كلاي مورو وكيسي الكسندر ودان بيكر           | كلاي مورو وكيسي الكسندر ودان بيكر           | كلاي مورو وكيسي الكسندر ودان بيكر           | كلاي مورو وكيسي الكسندر ودان بيكر           | في 18 فبراير 2022    | في 18 فبراير 2022    | في 18 فبراير 2022    | في 18 فبراير 2022    | في 18 فبراير 2022    | في 18 فبراير 2022    | في 18 فبراير 2022    | في 18 فبراير 2022    |
| يذهب (إيلدر كتيل) لإزالة شاربه بالشمع ويحذر الأولاد من القتال أو لمس الراديو الخاص به. بمجرد مغادرته، يجيب الأولاد على الباب ليجدوا طفلًا مع ملاحظة للعناية به. يعتبر (ماغ مان) أن يكون "ماما" بينما يجد (كاب هيد) الطفل مقلقًا ومدمرًا ويحبس الأولاد. يجادل (كاب هيد مع ماغ مان) حول طبيعة الطفل الحقيقية، لكنه يأتي عندما يدمر دمية دب طفولته، وغرفة المعيشة، والراديو. يعود (إيلدر كتيل) ليجد المنزل المدمر ويعاني أيضًا من غضب الطفل. يستعد (إيلدر كتيل) والأولاد لمواجهة الطفل، فقط ليجدوا أنه استقر. وسرعان ما أنزله الثلاثة إلى منزل آخر. تكرار دورة يفترض. |            |            |            |            |            |            |            |            |                                           |                                           |                                           |                                           |                                           |                                           |                                           |                                           |                                           |                                             |                                             |                                             |                                             |                                             |                                             |                                             |                                             |                                             |                      |                      |                      |                      |                      |                      |                      |                      |
| 3 | 3          | 3          | 3          | 1          | 1          | 1          | 1          | 1          | ريبي وكروكس                               | ريبي وكروكس                               | ريبي وكروكس                               | ريبي وكروكس                               | ريبي وكروكس                               | ريبي وكروكس                               | ريبي وكروكس                               | ريبي وكروكس                               | ريبي وكروكس                               | آدم بالويان وبنيامين أركاند وإيان فاسكيز    | آدم بالويان وبنيامين أركاند وإيان فاسكيز    | آدم بالويان وبنيامين أركاند وإيان فاسكيز    | آدم بالويان وبنيامين أركاند وإيان فاسكيز    | آدم بالويان وبنيامين أركاند وإيان فاسكيز    | آدم بالويان وبنيامين أركاند وإيان فاسكيز    | آدم بالويان وبنيامين أركاند وإيان فاسكيز    | آدم بالويان وبنيامين أركاند وإيان فاسكيز    | آدم بالويان وبنيامين أركاند وإيان فاسكيز    | في 18 فبراير 2022    | في 18 فبراير 2022    | في 18 فبراير 2022    | في 18 فبراير 2022    | في 18 فبراير 2022    | في 18 فبراير 2022    | في 18 فبراير 2022    | في 18 فبراير 2022    |
| يتشاجر (كاب هيد وماغ مان) حول من "أكل نائماً" آيس كريم الآخر. يمنحهم (إيلدر كتيل) خمسة دولارات لإنفاق المزيد من الآيس كريم. بدلاً من ذلك، اكتشف الأخوان ناديًا للقوارب يُطلق عليه (Fly Trap)، يديره الأخوان الضفدع المثير للجدل (ريبي وكروكس). عندما يرون أن النادي يحتوي على آيس كريم مجاني، يحاول الأولاد الدخول، لكنهم غير قادرين على دفع رسوم الدخول؛ لا يزال ريبي وكروكس يأخذان دولاراتهما الخمسة ويركلانهما في النهر. لا يزال الأولاد يتسللون إلى النادي، حيث يكتشفهم ريبي وكروكس ويطاردهم. أثناء الاضطراب، تبدأ العبارة بالفيضان، ويعتذر (ماغ مان وكاب هيد) عن تناول الآيس كريم لبعضهما البعض. تم لمس ريبي وكروكس لتسوية نزاعهم مع الأولاد أيضًا. يبدأ القارب في الغرق، وبينما يعود (ريبي وكروكس) إلى الجدال، يستمتع (كاب هيد وماغ مان) بالآيس كريم. |            |            |            |            |            |            |            |            |                                           |                                           |                                           |                                           |                                           |                                           |                                           |                                           |                                           |                                             |                                             |                                             |                                             |                                             |                                             |                                             |                                             |                                             |                      |                      |                      |                      |                      |                      |                      |                      |
| 4 | 4          | 4          | 4          | 1          | 1          | 1          | 1          | 1          | التعامل بعناية                            | التعامل بعناية                            | التعامل بعناية                            | التعامل بعناية                            | التعامل بعناية                            | التعامل بعناية                            | التعامل بعناية                            | التعامل بعناية                            | التعامل بعناية                            | كلاي مورو ودان بيكر وكينيدي تاريل           | كلاي مورو ودان بيكر وكينيدي تاريل           | كلاي مورو ودان بيكر وكينيدي تاريل           | كلاي مورو ودان بيكر وكينيدي تاريل           | كلاي مورو ودان بيكر وكينيدي تاريل           | كلاي مورو ودان بيكر وكينيدي تاريل           | كلاي مورو ودان بيكر وكينيدي تاريل           | كلاي مورو ودان بيكر وكينيدي تاريل           | كلاي مورو ودان بيكر وكينيدي تاريل           | في 18 فبراير 2022    | في 18 فبراير 2022    | في 18 فبراير 2022    | في 18 فبراير 2022    | في 18 فبراير 2022    | في 18 فبراير 2022    | في 18 فبراير 2022    | في 18 فبراير 2022    |
| مقبض (ماغ مان) ينفصل أثناء مشاجرة الوسادة. يحاول (كاب هيد) إصلاحه بطرق غير محتملة قبل تذكر استخدام الغراء. نظرًا لنفادهم، يضطرون للتوجه إلى (بوركرايند) لشراء المزيد، بينما يحاولون إخفاء مقبض (ماغ مان) المكسور لأنه يثير اشمئزاز الجميع، بما في ذلك (إيلدر كتيل)، الذي يصرخ في وجهه ومقبضه المكسور (باستثناء وعاء مر). في متجره، أعلن (بوركرايند) أنه نفد الغراء ولن يحصل على شحنة أخرى لمدة ثلاثة أشهر. موغمان عابس، لكن إلدر كيتل يدعي أنه فقد ببساطة "مقبض طفله" وأن الجنية المقبض ستعطيه "مقبض رجل" ليحل محله. يكسر (كاب هيد) مقبضه أيضًا، ويضع هو وموجمان مقابضهما تحت الوسائد الخاصة بكل منهما. في الصباح، الأولاد متحمسون لتلقي مقابض جديدة، غير مدركين أن (إيلدر كتيل) قام فقط بلصقها مرة أخرى. ثم يشربون بعضهم البعض، محطمين رؤوسهم بالكامل. |            |            |            |            |            |            |            |            |                                           |                                           |                                           |                                           |                                           |                                           |                                           |                                           |                                           |                                             |                                             |                                             |                                             |                                             |                                             |                                             |                                             |                                             |                      |                      |                      |                      |                      |                      |                      |                      |
| 5 | 5          | 5          | 5          | 1          | 1          | 1          | 1          | 1          | رمية حظ                                   | رمية حظ                                   | رمية حظ                                   | رمية حظ                                   | رمية حظ                                   | رمية حظ                                   | رمية حظ                                   | رمية حظ                                   | رمية حظ                                   | آدم بالويان وبنيامين أركاند وإيان فاسكيز    | آدم بالويان وبنيامين أركاند وإيان فاسكيز    | آدم بالويان وبنيامين أركاند وإيان فاسكيز    | آدم بالويان وبنيامين أركاند وإيان فاسكيز    | آدم بالويان وبنيامين أركاند وإيان فاسكيز    | آدم بالويان وبنيامين أركاند وإيان فاسكيز    | آدم بالويان وبنيامين أركاند وإيان فاسكيز    | آدم بالويان وبنيامين أركاند وإيان فاسكيز    | آدم بالويان وبنيامين أركاند وإيان فاسكيز    | في 18 فبراير 2022    | في 18 فبراير 2022    | في 18 فبراير 2022    | في 18 فبراير 2022    | في 18 فبراير 2022    | في 18 فبراير 2022    | في 18 فبراير 2022    | في 18 فبراير 2022    |
| يستعد (إيلدر كتيل) للاستماع إلى عرض الألعاب المفضل لديه، (Roll the Dice) ، الذي يستضيفه (كينغ دايس)، الذي يستخدم العرض كواجهة لسرقة أرواح الشيطان. يلاحق (كاب هيد وماغ مان) إطار (إيلدر كتيل) المحظوظ في المدينة، وينتهي بهما المطاف في مجموعة العرض، حيث تم اختيار (كاب هيد) كمتسابق. عند إدراكه من هو، يدعو (دايس) الشيطان، واعدًا بالحصول على روح (كاب هيد). يثبت (كاب هيد) أنه غير كفء في اللعبة، مما أجبر النرد على تسهيل التحديات بالنسبة له. تمكن (كاب هيد) من تدمير النرد في مهمته الأخيرة، ويوافق على أنه خسر؛ عندما لا يزال دايس يصر على فوزه، يتهمه الجمهور بتزوير اللعبة، مما يجعل (كاب هيد وماغ مان) يتجهان إلى المنزل في حالة من الاشمئزاز. لفشله، أطلق الشيطان بغضب نرد الملك من (Roll the Dice) ، مما جعل (هينش مان) مسؤولاً. |            |            |            |            |            |            |            |            |                                           |                                           |                                           |                                           |                                           |                                           |                                           |                                           |                                           |                                             |                                             |                                             |                                             |                                             |                                             |                                             |                                             |                                             |                      |                      |                      |                      |                      |                      |                      |                      |
| 6 | 6          | 6          | 6          | 1          | 1          | 1          | 1          | 1          | الأشباح ليست حقيقية!                      | الأشباح ليست حقيقية!                      | الأشباح ليست حقيقية!                      | الأشباح ليست حقيقية!                      | الأشباح ليست حقيقية!                      | الأشباح ليست حقيقية!                      | الأشباح ليست حقيقية!                      | الأشباح ليست حقيقية!                      | الأشباح ليست حقيقية!                      | آدم بالويان وبنيامين أركاند وإيان فاسكيز    | آدم بالويان وبنيامين أركاند وإيان فاسكيز    | آدم بالويان وبنيامين أركاند وإيان فاسكيز    | آدم بالويان وبنيامين أركاند وإيان فاسكيز    | آدم بالويان وبنيامين أركاند وإيان فاسكيز    | آدم بالويان وبنيامين أركاند وإيان فاسكيز    | آدم بالويان وبنيامين أركاند وإيان فاسكيز    | آدم بالويان وبنيامين أركاند وإيان فاسكيز    | آدم بالويان وبنيامين أركاند وإيان فاسكيز    | في 18 فبراير 2022    | في 18 فبراير 2022    | في 18 فبراير 2022    | في 18 فبراير 2022    | في 18 فبراير 2022    | في 18 فبراير 2022    | في 18 فبراير 2022    | في 18 فبراير 2022    |
| بعد مشاهدة فيلم رعب عن الزومبي، قرر (كاب هيد وماغ مان) اتخاذ طريق مختصرة عبر مقبرة في الوطن. ثلاثة من الأشباح المخيفة يكتشفون الأولاد ويقررون الاستمتاع معهم، محاصرينهم في المقبرة. قرر (كاب هيد) قضاء الليل هناك وحاول تهدئة (ماغ مان) بإخباره أن "الأشباح ليست حقيقية"؛ فقط للأشباح لتكشف عن نفسها، تطارد الأولاد في جميع أنحاء المقبرة. في النهاية، سقط الأخوان من النافذة، ويبدو أنهما ماتا. تشعر الأشباح بالرعب والحزن من فكرة قتل الإخوة، لكنهم يتعافون، ويهربون بسرعة إلى ديارهم. ومع ذلك، يخطئ (إيلدر كتيل) في اعتبارهم كائنات الزومبي ويهاجمهم. |            |            |            |            |            |            |            |            |                                           |                                           |                                           |                                           |                                           |                                           |                                           |                                           |                                           |                                             |                                             |                                             |                                             |                                             |                                             |                                             |                                             |                                             |                      |                      |                      |                      |                      |                      |                      |                      |
| 7 | 7          | 7          | 7          | 1          | 1          | 1          | 1          | 1          | حشود من الجذور                            | حشود من الجذور                            | حشود من الجذور                            | حشود من الجذور                            | حشود من الجذور                            | حشود من الجذور                            | حشود من الجذور                            | حشود من الجذور                            | حشود من الجذور                            | كلاي مورو وكارل هادريكا وزوي موس وديف توماس | كلاي مورو وكارل هادريكا وزوي موس وديف توماس | كلاي مورو وكارل هادريكا وزوي موس وديف توماس | كلاي مورو وكارل هادريكا وزوي موس وديف توماس | كلاي مورو وكارل هادريكا وزوي موس وديف توماس | كلاي مورو وكارل هادريكا وزوي موس وديف توماس | كلاي مورو وكارل هادريكا وزوي موس وديف توماس | كلاي مورو وكارل هادريكا وزوي موس وديف توماس | كلاي مورو وكارل هادريكا وزوي موس وديف توماس | في 18 فبراير 2022    | في 18 فبراير 2022    | في 18 فبراير 2022    | في 18 فبراير 2022    | في 18 فبراير 2022    | في 18 فبراير 2022    | في 18 فبراير 2022    | في 18 فبراير 2022    |
| إلدر كيتل يكسر ظهره أثناء البستنة. أثناء استراحة (إيلدر كتيل)، قرر (كاب هيد) استغلال الفرصة للذهاب إلى السينما، لكن (ماغ مان) يقنعه بمشاهدة الحديقة بدلاً من ذلك. تقوم مجموعة (Root Pack)، وهي عبارة عن ثلاثة خضروات مجانية، بمداهمة لوازم البستنة الخاصة بـ (إيلدر كتيل). يكتشفهم الأولاد ويقتنعون أنه يمكنهم مشاهدة الحديقة أثناء ذهابهم إلى السينما. عند العودة، صُدم الأولاد لأن (Root Pack) يستضيفون حفلة لخضروات أخرى، مما أدى إلى تدمير حديقة (إيلدر كتيل). يحاول الأولاد طردهم (مثل إخافتهم على أنهم فزاعة، واستدعاء الشرطة، وسحب الشمس)، لكنهم لم ينجحوا واستسلموا، مدركين أن واحدة من حزمة الجذر، لمبة (أولي)، معرضة للبكاء، يلعب الإخوة على حساسيته ليجعلوه يبكي. مما أدى إلى تقشيره وجعل الجميع يبكون (بما في ذلك كاب هيد وماغ مان)، مما أدى إلى خروج رواد الحفلات وهم يبكون. على سبيل الانتقام، تستنزف (Root Pack) حديقة (إيلدر كتيل) تمامًا. يعود (إيلدر كتيل) ويخطئ في حزمة الجذر لخضرواته؛ يستعد لتحويلها إلى يخنة، مما يخيف حزمة الجذر إلى الأبد.                                                                                |            |            |            |            |            |            |            |            |                                           |                                           |                                           |                                           |                                           |                                           |                                           |                                           |                                           |                                             |                                             |                                             |                                             |                                             |                                             |                                             |                                             |                                             |                      |                      |                      |                      |                      |                      |                      |                      |
| 8 | 8          | 8          | 8          | 1          | 1          | 1          | 1          | 1          | سترة واقية من الموت (الجزء الأول)         | سترة واقية من الموت (الجزء الأول)         | سترة واقية من الموت (الجزء الأول)         | سترة واقية من الموت (الجزء الأول)         | سترة واقية من الموت (الجزء الأول)         | سترة واقية من الموت (الجزء الأول)         | سترة واقية من الموت (الجزء الأول)         | سترة واقية من الموت (الجزء الأول)         | سترة واقية من الموت (الجزء الأول)         | آدم بالويان وميغان بويد وفرناندو بويج       | آدم بالويان وميغان بويد وفرناندو بويج       | آدم بالويان وميغان بويد وفرناندو بويج       | آدم بالويان وميغان بويد وفرناندو بويج       | آدم بالويان وميغان بويد وفرناندو بويج       | آدم بالويان وميغان بويد وفرناندو بويج       | آدم بالويان وميغان بويد وفرناندو بويج       | آدم بالويان وميغان بويد وفرناندو بويج       | آدم بالويان وميغان بويد وفرناندو بويج       | في 18 فبراير 2022    | في 18 فبراير 2022    | في 18 فبراير 2022    | في 18 فبراير 2022    | في 18 فبراير 2022    | في 18 فبراير 2022    | في 18 فبراير 2022    | في 18 فبراير 2022    |
| لدى (كاب هيد) العديد من الكوابيس حول ادعاء الشيطان لروحه. قرر (ماغ مان) اصطحابه لرؤية الحكيم (كوادراتوس) للحصول على نصائح حول كيفية ردع الشيطان. يحتوي (كوادراتوس) على (ماغ مان) محبوك سترة سحرية غير مرئية تحمي (كاب هيد) من الشيطان. يقيم الشيطان حفلة تهنئة في جحيم إينكول. يصل المدقق (ستيكلر) إلى الحفلة لتذكير الشيطان بأنه لا يزال بحاجة لجمع روح (كاب هيد)؛ منزعجًا من (ستيكلر)، يترك الحفلة لجمعها، فقط ليكتشف أن (كاب هيد) أصبح الآن محميًا بواسطة السترة. يخلق الشيطان عقبات متعددة لخداع (كاب هيد) في خلع السترة، لكن (ماغ مان) يرى من خلالها. في إحباطه، يدرك الشيطان أنه يستطيع إجبار (كاب هيد) على خلع السترة عن طريق زيادة الحرارة. يحمي (ماغ مان) (كاب هيد) بعناق ويهرب بينما يلقي الشيطان نوبة غضب. يعود الشيطان إلى جحيم إنكويل لمواصلة حزبه، مدعيًا أنه سرق روح (كاب هيد). يشكك ستيكلر في هذا الأمر، مما أدى إلى تدمير الشيطان كتابه المضاد لروحه لإجباره على إعادة فرز الأصوات، بينما ينام (كاب هيد وماغ مان) بكرامتهما سليمة.                                                                                               |            |            |            |            |            |            |            |            |                                           |                                           |                                           |                                           |                                           |                                           |                                           |                                           |                                           |                                             |                                             |                                             |                                             |                                             |                                             |                                             |                                             |                                             |                      |                      |                      |                      |                      |                      |                      |                      |
| 9 | 9          | 9          | 9          | 1          | 1          | 1          | 1          | 1          | سترة أفضل في المرة القادمة (الجزء الثاني) | سترة أفضل في المرة القادمة (الجزء الثاني) | سترة أفضل في المرة القادمة (الجزء الثاني) | سترة أفضل في المرة القادمة (الجزء الثاني) | سترة أفضل في المرة القادمة (الجزء الثاني) | سترة أفضل في المرة القادمة (الجزء الثاني) | سترة أفضل في المرة القادمة (الجزء الثاني) | سترة أفضل في المرة القادمة (الجزء الثاني) | سترة أفضل في المرة القادمة (الجزء الثاني) | كلاي مورو ودان بيكر وكينيدي تاريل           | كلاي مورو ودان بيكر وكينيدي تاريل           | كلاي مورو ودان بيكر وكينيدي تاريل           | كلاي مورو ودان بيكر وكينيدي تاريل           | كلاي مورو ودان بيكر وكينيدي تاريل           | كلاي مورو ودان بيكر وكينيدي تاريل           | كلاي مورو ودان بيكر وكينيدي تاريل           | كلاي مورو ودان بيكر وكينيدي تاريل           | كلاي مورو ودان بيكر وكينيدي تاريل           | في 18 فبراير 2022    | في 18 فبراير 2022    | في 18 فبراير 2022    | في 18 فبراير 2022    | في 18 فبراير 2022    | في 18 فبراير 2022    | في 18 فبراير 2022    | في 18 فبراير 2022    |
| بعد الكذب على (ستيكلر) في الحلقة السابقة، يعترف (الشيطان) لـ (هينش مان) بأنه لم يأخذ روح (كاب هيد) بالفعل، ويحاول مرارًا وتكرارًا سرقتها، في كل مرة يتم إحباطها بواسطة السترة. قرر (كاب هيد وماغ مان) تجربة (Obliterator)، رحلة جديدة في المعرض، لكن الشيطان يصل مرة أخرى. يوافق (كاب هيد) على خلع السترة إذا قام برسم السياج؛ يوافق الشيطان، ويتسلل (كاب هيد وماغ مان) بعيدًا إلى المعرض. هناك، يعترف (كاب هيد) أنه خلع السترة منذ ساعات. يعود الشيطان من الرسم، ويعتقد أنه يمكن أن يساعد في خطته، يوافق على الانضمام إلى (كاب هيد) على (Obliterator)، بينما يعود (ماغ مان) للعثور على السترة. يدرك الشيطان أن (كاب هيد) لا يرتدي السترة ويستعد لأخذ روحه؛ ثم يصل موجمان بالسترة ويجبر الشيطان على لبسها، يصيبه بألم معذب، بينما يركب الصبيان المطئ. يعود الشيطان إلى جحيم إينكول. بينما يساعده (هينش مان) على التعافي من إصاباته، فإن الشيطان واثق من أنه سيأخذ روح (كاب هيد) الآن. |            |            |            |            |            |            |            |            |                                           |                                           |                                           |                                           |                                           |                                           |                                           |                                           |                                           |                                             |                                             |                                             |                                             |                                             |                                             |                                             |                                             |                                             |                      |                      |                      |                      |                      |                      |                      |                      |
| 10 | 10         | 10         | 10         | 1          | 1          | 1          | 1          | 1          | ماغ مان الخطير                            | ماغ مان الخطير                            | ماغ مان الخطير                            | ماغ مان الخطير                            | ماغ مان الخطير                            | ماغ مان الخطير                            | ماغ مان الخطير                            | ماغ مان الخطير                            | ماغ مان الخطير                            | كلاي مورو وكارل هادريكا وزوي موس            | كلاي مورو وكارل هادريكا وزوي موس            | كلاي مورو وكارل هادريكا وزوي موس            | كلاي مورو وكارل هادريكا وزوي موس            | كلاي مورو وكارل هادريكا وزوي موس            | كلاي مورو وكارل هادريكا وزوي موس            | كلاي مورو وكارل هادريكا وزوي موس            | كلاي مورو وكارل هادريكا وزوي موس            | كلاي مورو وكارل هادريكا وزوي موس            | في 18 فبراير 2022    | في 18 فبراير 2022    | في 18 فبراير 2022    | في 18 فبراير 2022    | في 18 فبراير 2022    | في 18 فبراير 2022    | في 18 فبراير 2022    | في 18 فبراير 2022    |
| اقتحم (كاب هيد وماغ مان) متجر (بوركرايند) للعب لعبة الكرة والدبابيس (Dirk Dangerous). يريد (بوركرايند) السلام والهدوء، ويقنعهم بالحصول على طرد له من جبل (Eruptus). يخشى (ماغ مان) في البداية الذهاب، لكن (كاب هيد) يعطيه نظارات (Dirk Dangerous) الخاصة به، مما يغرسه بالشجاعة. بعد سقوطه في شلال، يفقد (ماغ مان) النظارات الواقية، لكن (كاب هيد) قرر عدم إخباره. إنهم يتجولون في الغابة، حيث يتفوق (ماغ مان) على كل تهديد ويتعرض (كاب هيد) للضرب المبرح. يصلون في النهاية إلى جبل (Eruptus) ويجدون الحزمة، بيضة كبيرة. يكتشف (ماغ مان) أنه فقد النظارات الواقية ويخاف مرة أخرى، لكنه يدرك أن شجاعته جاءت من داخله. يقوم الاثنان باسترداد البيضة وإحضارها إلى (بوركرايند)، الذي يكشف أنه كان يقصد لهما التقاط التنظيف الجاف في (للتنظيف Mt. Eruptus). يعطي (بوركرايند) الأولاد اللعبة ويطردهم، ويراقب البيضة تفقس في تنين ثلاثي الرؤوس. يقرر (بوركرايند) تحويله إلى غداء ، فقط لوصول والدته ، (Grim Matchstick)، وإحراق متجره ، واستعادة الفقس ، مما دفع (بوركرانيد إلى إلقاء اللوم على (كاب هيد وماغ مان) بغضب بقوله "أنا أكره تلك الأكواب". |            |            |            |            |            |            |            |            |                                           |                                           |                                           |                                           |                                           |                                           |                                           |                                           |                                           |                                             |                                             |                                             |                                             |                                             |                                             |                                             |                                             |                                             |                      |                      |                      |                      |                      |                      |                      |                      |
| 11 | 11         | 11         | 11         | 1          | 1          | 1          | 1          | 1          | تحت التراب                                | تحت التراب                                | تحت التراب                                | تحت التراب                                | تحت التراب                                | تحت التراب                                | تحت التراب                                | تحت التراب                                | تحت التراب                                | كلاي مورو وكارل هادريكا وزوي موس            | كلاي مورو وكارل هادريكا وزوي موس            | كلاي مورو وكارل هادريكا وزوي موس            | كلاي مورو وكارل هادريكا وزوي موس            | كلاي مورو وكارل هادريكا وزوي موس            | كلاي مورو وكارل هادريكا وزوي موس            | كلاي مورو وكارل هادريكا وزوي موس            | كلاي مورو وكارل هادريكا وزوي موس            | كلاي مورو وكارل هادريكا وزوي موس            | في 18 فبراير 2022    | في 18 فبراير 2022    | في 18 فبراير 2022    | في 18 فبراير 2022    | في 18 فبراير 2022    | في 18 فبراير 2022    | في 18 فبراير 2022    | في 18 فبراير 2022    |
| يعتقد (إيلدر كتيل) خطأً أن (كاب هيد وماغ مان) يعتقدان أنه كبير في السن ومثير للاشمئزاز بعد سماعهما يتحدثان عن دودة حيوانهما الأليف. يحاول إقناع الاثنين ، لكن دون جدوى. عندما سمع خطتهم لدفن الدودة ، قرر أنهم ينوون قتله ، وحمل السلاح. يدفن الأولاد الدودة التي تعود إلى الحياة ، ويعودون ليجدوا المنزل مفخخًا. يستعد (إيلدر كتيل) لمهاجمة الأولاد ، لكنه ينتهي به المطاف في الفخاخ الخاصة به. يحث الأولاد على عدم قتله ، لكنهم سرعان ما تخلصوا من سوء التفاهم وقرروا دفنه في الفناء الخلفي بعد سقوط (إيلدر كتيل) في فخه الخاص. |            |            |            |            |            |            |            |            |                                           |                                           |                                           |                                           |                                           |                                           |                                           |                                           |                                           |                                             |                                             |                                             |                                             |                                             |                                             |                                             |                                             |                                             |                      |                      |                      |                      |                      |                      |                      |                      |
| 12 | 12         | 12         | 12         | 1          | 1          | 1          | 1          | 1          | في مواجهة السحر (الجزء الأول)             | في مواجهة السحر (الجزء الأول)             | في مواجهة السحر (الجزء الأول)             | في مواجهة السحر (الجزء الأول)             | في مواجهة السحر (الجزء الأول)             | في مواجهة السحر (الجزء الأول)             | في مواجهة السحر (الجزء الأول)             | في مواجهة السحر (الجزء الأول)             | في مواجهة السحر (الجزء الأول)             | آدم بالويان وميغان بويد وفرناندو بويج       | آدم بالويان وميغان بويد وفرناندو بويج       | آدم بالويان وميغان بويد وفرناندو بويج       | آدم بالويان وميغان بويد وفرناندو بويج       | آدم بالويان وميغان بويد وفرناندو بويج       | آدم بالويان وميغان بويد وفرناندو بويج       | آدم بالويان وميغان بويد وفرناندو بويج       | آدم بالويان وميغان بويد وفرناندو بويج       | آدم بالويان وميغان بويد وفرناندو بويج       | في 18 فبراير 2022    | في 18 فبراير 2022    | في 18 فبراير 2022    | في 18 فبراير 2022    | في 18 فبراير 2022    | في 18 فبراير 2022    | في 18 فبراير 2022    | في 18 فبراير 2022    |
| بعد الوقوف على نظارات (إيلدر كتيل) أثناء محاولتهما سرقة ملفات تعريف الارتباط ، يتوجه (كاب هيد وماغ مان) إلى المدينة لإصلاحها. يواجهون السيدة تشاليس ، وهي فنانة محتالة تشق طريقها في الحصول على أشياء مجانية من خلال الغناء والرقص. يلاحقها الأولاد ، ويرغبون في معرفة كيفية سحر (إيلدر كتيل). توافقهم (تشاليس) ويعلمهم كيفية سحر طريقهم للحصول على ما يريدون ، وتضعهم في الاختبار من خلال جعلهم يسحرون طريقهم إلى مصنع ملفات تعريف الارتباط. يستمتع الثلاثي بملفات تعريف الارتباط المجانية ، لكن (تشاليس) تطلق الإنذار الصامت عن طريق الخطأ ، وتحيط الشرطة بالمصنع. مذعور ، (كاب هيد وماغ مان) يفقدون وعيهم عن طريق الخطأ. مع اقتراب الشرطة وبعد محاولة إيقاظهم دون جدوى ، تخلت تشاليس عن الأخوين على مضض ، متخيلًا شكلاً شبحيًا للهروب. تحاصر الشرطة الأولاد وتلقي بهم في السجن. |            |            |            |            |            |            |            |            |                                           |                                           |                                           |                                           |                                           |                                           |                                           |                                           |                                           |                                             |                                             |                                             |                                             |                                             |                                             |                                             |                                             |                                             |                      |                      |                      |                      |                      |                      |                      |                      |
| |            |            |            |            |            |            |            |            |                                           |                                           |                                           |                                           |                                           |                                           |                                           |                                           |                                           |                                             |                                             |                                             |                                             |                                             |                                             |                                             |                                             |                                             |                      |                      |                      |                      |                      |                      |                      |                      |

## وصلات خارجية
- ذا كاب هيد شو على موقع IMDb (الإنجليزية)
- ذا كاب هيد شو على موقع ميتاكريتيك (الإنجليزية)
- ذا كاب هيد شو على موقع روتن توميتوز (الإنجليزية)
- ذا كاب هيد شو على موقع نتفليكس (الإنجليزية)
- ذا كاب هيد شو على موقع قاعدة بيانات الأفلام العربية
- ذا كاب هيد شو على موقع فيلمافينيتي (الإسبانية)
- ذا كاب هيد شو على موقع كينوبويسك (الروسية)
- ذا كاب هيد شو على موقع ألو سيني (الفرنسية)
- ذا كاب هيد شو على موقع قاعدة بيانات الفيلم (الإنجليزية)